# Frans Cools (ingenieur)
Frans Cools (Eindhout, 6 april 1929 – Diest, 30 april 2022) was een Belgisch ingenieur. Hij is voornamelijk bekend omdat hij de werfleider was van het Atomium in Brussel voor de wereldtentoonstelling van 1958.  

## Levensloop

### Opleiding
Frans Cools volgde tot zijn zestiende een opleiding aan de technische school in Tessenderlo. Hij ging daarna aan de slag als onderhoudsman op het kasteel van Arville (België) bij de graaf De Liedekerke. Later werkte hij als lasser bij Ateliers de Constuction de Jambes-Namur en volgde hij avondschool technisch ingenieur.

### Werfleider

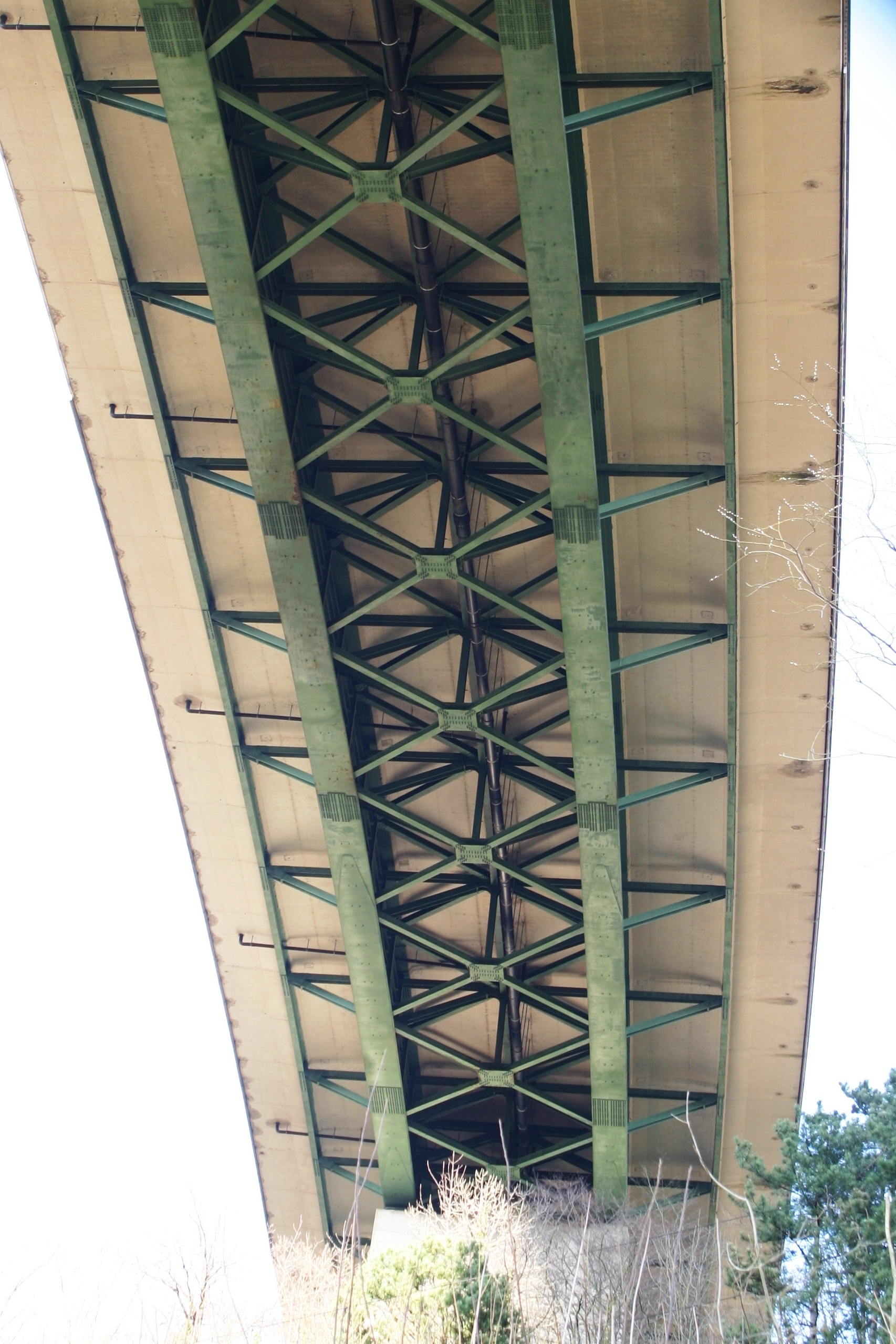
Viaduct van Remouchamps

Frans Cools begon zijn carrière in Belgisch-Congo waar de leiding had voor het bouwen van de tot dan toe grootste brug over een rivier. De brug over de Lualabarivier had een lengte van 770 meter. Zijn volgende grote opdracht was het bouwen van het Atomium. Cools had de leiding over een zestigtal arbeiders.   
Vele stalen bruggen werden door Frans Cools gebouwd:   
- Viaduct van Charleroi
- Viaduct van Beez
- Viaduct van Charlemagne
- Viaduct van Polleur
- Viaduct van Merksem
- Viaduct van Vilvoorde
- Viaduct van Remouchamps

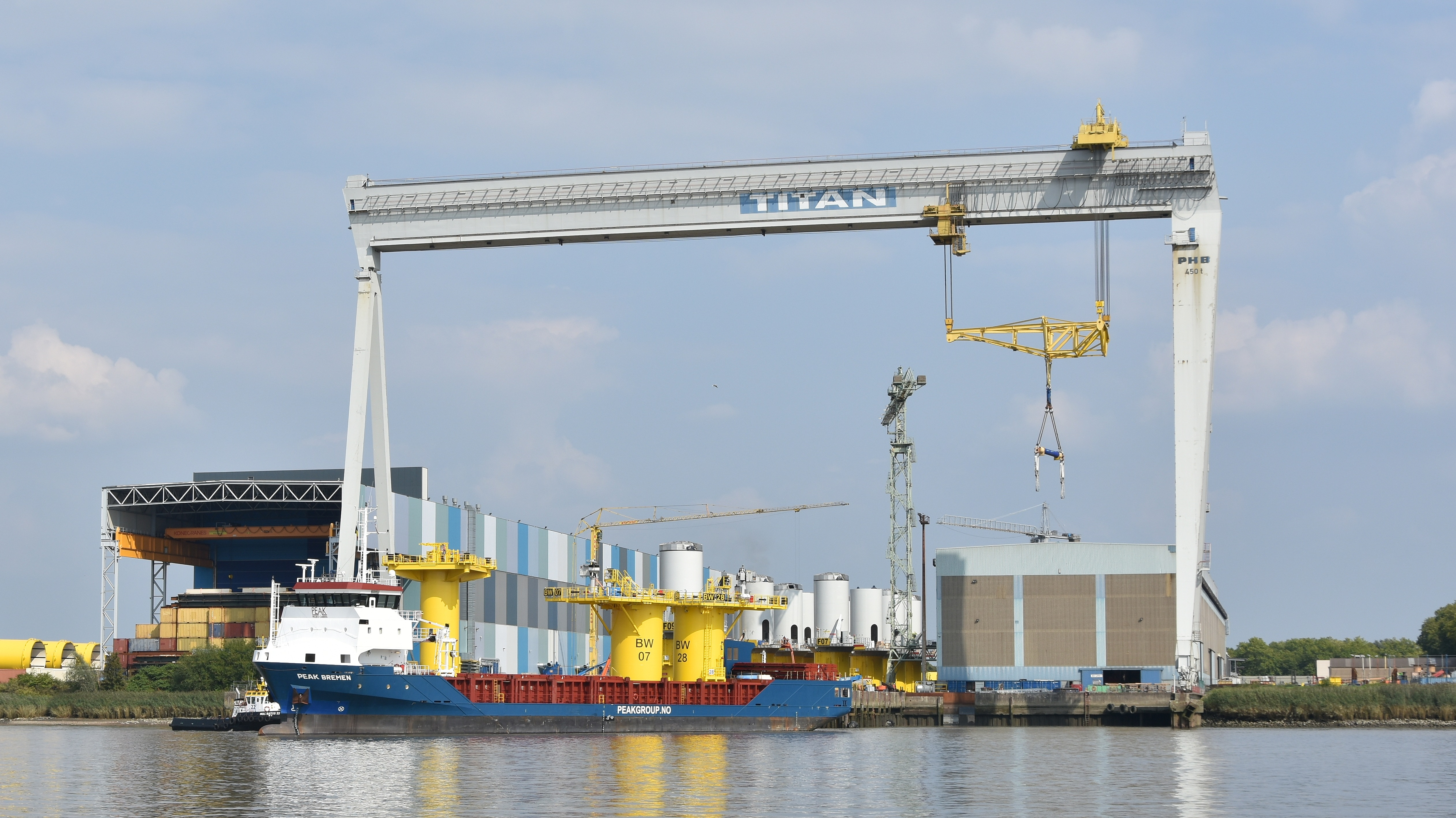
Portaalkraan Hoboken

Verschillende andere metaalconstructies werden onder leiding van Cools geconstrueerd:
- portaalkraan van Cockerill Yards in Hoboken (Antwerpen)
- ophaalbrug van het Churchilldok
- Kerncentrale Doel 1 en 2
- Kerncentrale Tihange 1 en 2
- SCK in Mol
- liften van de Limburgse  steenkoolmijnen